# Етакринова кислота
Кислота етакринова — сечогінний засіб (діуретик), що діє на рівні петлі нефрону (петлевий діуретик). Використовується при лікуванні набряків, зумовлених наявністю застійної серцевої недостатності або патології нирок чи печінки. Також застосовується при лікуванні гіпертонії, зазвичай у комбінації з іншими ліками.
При тривалому застосуванні кислота може викликати гіпокаліємію і гіпохолемічний алкалоз. Щоб уникнути цих ускладнень етакринову кислоту поєднують з калійзберігальними діуретиками. Для кислоти етакринової є також характерна ототоксична дія. Її не можна комбінувати з препаратами, які мають ото- і нефротоксичну дію (антибіотики з групи аміноглікозидів та цефалоспоринів).